# Thorvald Wilhelmsen
Thorvald Wilhelmsen (* 14. Februar 1912; † 13. September 1996) war ein norwegischer Langstreckenläufer.
Bei den Europameisterschaften 1946 in Oslo wurde er über 10.000 Meter Siebter.
Im selben Jahr wurde er norwegischer Meister über 5000 und 10.000 Meter.

## Persönliche Bestzeiten
- 5000 m: 14:53,0 min, 23. September 1939, Oslo
- 10.000 m: 31:20,8 min, 22. August 1946, Oslo